# Neoantistea alachua
Espèce
Neoantistea alachua est une espèce d'araignées aranéomorphes de la famille des Hahniidae.

## Distribution
Cette espèce est endémique des États-Unis. Elle se rencontre en Floride et au Texas.

## Description
Le mâle décrit par Opell et Beatty en 1976 mesure 2,78 mm et la femelle 3,46 mm.

## Étymologie
Son nom d'espèce lui a été donné en référence au lieu de sa découverte, le comté d'Alachua.

## Publication originale
- Gertsch, 1946 : Five new spiders of the genus Neoantistea. Journal of the New York Entomological Society, vol. 54, p. 31-36.